# Painel de Roberto Burle Marx no edifício Aureliano Hoffman
O painel de Roberto Burle Marx no edifício Aureliano Hoffman é uma obra de arte que está localizada no hall de entrada do edifício Aureliano Hoffmann, no município brasileiro de Vitória. O edifício foi projetado pelo arquiteto Ary Garcia Roza. Atualmente, no local, funciona o Instituto de Atendimento Socioeducativo do Espírito Santo (IASES), ligado à Secretaria de Justiça do Espírito Santo.

## Características
O painel mede 3 x 8 metros e é composto de formas e cores abstratas, com influências do Expressionismo e do Cubismo. As cores foram empregadas com liberdade em tons suaves e diáfanos de azul, verde e cinza. Para a confecção, foi usada a técnica de têmpera a ovo, que consiste em aplicar pigmento à gema de ovo. A pintura foi realizada sobre concreto.
O painel mostra a transição da pintura de Burle Marx que, até o início dos anos 50, sob influência do modernismo, tinha mote de figuras humanas, natureza-morta e paisagens, e, posteriormente, passa a figuras abstratas e cores não fidedignas ao mundo real, sendo um dos pioneiros do concretismo e do construtivismo no Brasil. No entanto, o painel ainda possui algumas formas relacionadas com o mundo objetivo.
Em 1985, em razão da deterioração do painel, Burle Marx é convidado a restaurá-lo e opta por repintá-lo, modificando algumas formas e cores. Utilizou cores mais vivas e intensas e introduziu tons ocres e castanhos-avermelhados.

## História
O painel foi projetado em 1954 e executado no ano seguinte. O pintor Aldo Garcia Roza, irmão do arquiteto do edifício, auxiliou Burle Marx na obra.
| Ary Garcia Rosa à esq. e Burle Marx ao centro em pintura do painel - 1954 | Burle Marx e Aldo Garcia Roza em pintura do painel - 1954 |
| ------------------------------------------------------------------------- | --------------------------------------------------------- |

A construção de uma parede para instalação de rede elétrica e hidráulica ocasionou a obstrução de parte do afresco e infiltrações nele. Além disso, ela dificultou a localização dessas infiltrações.
O painel chegou ao início dos anos 80 bastante danificado. Em 3 de maio de 1985, o Conselho Estadual de Cultura aprovou o tombamento do painel, através da Resolução nº 1/85, estando inscrita no Livro de Tombo de Belas Artes, às páginas 1, verso e 2 sob o número 1.
Por solicitação da Secretária de Estado da Educação e Cultura, Anna Bernardes da Silveira Rocha, em 1985, Burle Marx veio para restaurar a obra, mas optou por repintá-lo. Foi auxiliado por Orlando Faria (Lando), Ivanilde Brunow e Aldo Garcia Roza.
| Burle Marx - restauração 1985 | Orlando Faria (Lando), Burle Marx, Ivanilde Brunow e Aldo Garcia Roza em restauração - 1985 |
| ----------------------------- | ------------------------------------------------------------------------------------------- |

Em 1997, o painel encontrava-se novamente arruinado por infiltrações, fungos e salinização. Estava com a tinta pulverizada e com algumas partes do reboco fragilizadas e faltantes. Em novembro de 1998, iniciou-se a restauração, sob coordenação de Lídia Vasconcelos, restauradora pós-graduada pela Escola de Belas-Artes da Universidade Federal de Minas Gerais. Aplicou-se um adesivo para preservação do painel para que houvesse reparação e nivelamento do reboco. Na fase de reintegração, a pintura foi realizada com técnicas de pontilhismo e de tracejado para preservar as áreas de pintura original. Por fim, foi aplicado verniz protetivo. Compunham a equipe técnica de artistas: Lídia Vasconcelos, Mariana Brotto e Larissa Felipe, além das estagiárias Heloísa Aparecida Fiorini Galvão, Jucimara das Chagas Gomes e Solange Nascimento.
|  |  | Da esquerda para direita: Mariana, Lídia e Larissa |
|  |  | -------------------------------------------------- |